# スカーニャ級哨戒艦
スカーニャ級哨戒艦（英語: Sukanya-class Offshore Patrol Vessel）は、インド海軍の哨戒艦（OPV）。
3隻は設計を行った韓国タコマ社（1999年3月、韓進重工業と合併）の1,900t級OPVを輸入し、4隻はヒンドゥスタン造船にて建造し、合計7隻が建造された。本級からの派生型として、インド沿岸警備隊のサマル級巡視船が6隻建造されている。
2000年に5番艦サリューがスリランカ海軍に売却され、スリランカ海軍の旗艦「サユラ」（Sayura）となった。 また、P51「スバドラ」は、後部ヘリコプター甲板上にプリットヴィー 3弾道ミサイルの発射システム（Dhanush）を搭載し、ヘリコプター格納庫を弾道弾格納庫に転用している。
2003年3月10日、スリランカ東240海里の公海上で、「サユラ」が国旗を掲揚せずに航行していたLTTEの商船を撃沈する武力衝突事件が発生しており、その後もLTTEの武器輸入の阻止活動を行っている。また、2001年のインド海軍の観艦式には、売却されたばかりの「サユラ」が参加した。

## 同型艦
| #    | 艦名                   | 進水            | 就役            |
| ---- | ---------------------- | --------------- | --------------- |
| P 50 | スカーニャ INS Sukanya | 1989年          | 1989年 8月31日  |
| P 51 | スバドラ INS Subhadra  | 1989年          | 1990年 1月25日  |
| P 52 | スバルナ INS Suvarna   | 1990年 8月22日  | 1991年 4月4日   |
| P 53 | サヴィトリ INS Savitri | 1989年 5月23日  | 1990年 11月27日 |
| P 54 | サリュー INS Saryu     |                 | 1991年 10月8日  |
| P 55 | シャラダ INS Sharada   | 1990年 8月22日  | 1991年 10月27日 |
| P 56 | スジャータ INS Sujata  | 1991年 10月25日 | 1993年 11月3日  |